# Atrichopogon endemicus
Atrichopogon endemicus är en tvåvingeart som beskrevs av Gustavo R. Spinelli och Pasquale Marino 2006. Atrichopogon endemicus ingår i släktet Atrichopogon och familjen svidknott. Inga underarter finns listade i Catalogue of Life.